# حدیثه جمال
حدیثه جمال (متولد ۱ شهریور ۱۳۸۰) ورزشکار و کاراته کا اهل تهران و بازیکن تیم ملی کاراته ایران، در بخش کاتا انفرادی است. او موفق به کسب مدال طلای آسیا امید در آلماتی قزاقستان (۲۰۲۱) و مدال برنز جهانی تنریف، اسپانیا (۲۰۱۷)شده است. همچنین حدیثه جمال نخستین بانوی طلایی کاتا ایران در آسیا است.

## زندگی‌نامه
حدیثه جمال در سن ۷ سالگی کاراته را زیر نظر استاد معصومه تمیمی آغاز کرد وبا حمایت‌های او و تلاش بی وقفه توانست در تمامی رده‌های سنی پیراهن تیم ملی کاراته ایران را به تن کند. وی پس از کسب عناوین مختلف داخلی در سال۲۰۱۷ عضو تیم ملی ایران شد و توانست در مسابقات آسیایی قزاقستان، جهانی اسپانیاو آسیایی ژاپن کسب مدال کند. همچنین با توجه به اعلام فدراسیون جهانی کاراته، جمال برای ۲ دوره متوالی نفر اول رنکینگ جهانی رده جوانان و نفر دوم رنکینگ جهانی رده امید بوده است.

### تحصیلات
حدیثه جمال هم‌اکنون در رشته علوم ورزشی دانشکده تربیت بدنی دانشگاه تهراندر مقطع کارشناسی مشغول به تحصیل است.